# Вильман, Пётр Донатович
Пётр Донатович Вильман (латыш. Pēteris Vilmanis, 1932 — 2010) — советский латвийский хозяйственный и общественный деятель, столяр мебельной фирмы «Рига» Министерства мебельной и деревообрабатывающей промышленности Латвийской ССР в Риге. Герой Социалистического Труда (1974).

## Биография
Родился 3 марта 1932 года на хуторе Лаздукалнс (ныне Вецсалиенская волость Верхнедаугавского края, Латвия). Латыш.
С 1948 года начал работать крестьянином в подсобном хозяйстве, с 1950 года плотник в строительно-монтажном управлении № 8 треста «Ленпищестрой», охранник в исправительно-трудовой колонии Министерства юстиции Латвийской ССР, с 1954 года столяр в артели «Ригас мебелниекс», позднее бригадир-станочник мебельного производственного объединения «Рига».
Указом Президиума Верховного Совета СССР от 8 января 1974 года присвоено звание Героя Социалистического Труда с вручением ордена Ленина и золотой медали «Серп и Молот».
В 1963 году вступил в КПСС. Избирался депутатом Верховного Совета Латвийской ССР с 8-го по 10-й созыв. Член комиссии по охране природы Верховного Совета Латвийской ССР.
Умер в 2010 году. Похоронен на Элернском католическом кладбище Таборской волости Аугшдаугавского края.

## Награды
- Золотая медаль «Серп и молот» (8.01.1974)
- Орден Ленина (8.01.1974)
- Орден Трудового Красного Знамени (7.05.1971)
- Орден «Знак Почёта» (17.9.1966)
- Орден Дружбы народов (19.3.1981)